# Toxodera pfanneri
Toxodera pfanneri är en bönsyrseart som beskrevs av Roger Roy 2009. Toxodera pfanneri ingår i släktet Toxodera och familjen Toxoderidae. Inga underarter finns listade i Catalogue of Life.